# Marao
Marao is een bestuurslaag in het regentschap Nias Selatan van de provincie Noord-Sumatra, Indonesië. Marao telt 1860 inwoners (volkstelling 2010).